# 玖珠駐屯地武器亡失事件
玖珠駐屯地武器亡失事件（くすちゅうとんちぶきぼうしつじけん）とは2006年（平成18年）9月に大分県玖珠郡玖珠町の陸上自衛隊玖珠駐屯地内で発生した防衛不祥事。

## 概要
2006年9月8日午後4時45分頃、第4戦車大隊本部管理中隊の武器庫において、当直の幹部隊員数人が武器庫を点検したところ、庫内から64式7.62mm小銃1丁、同弾倉1個、9mm拳銃1丁、同弾倉2個、双眼鏡1個が消失していたことが判明した。大分県警・宮崎県警に合同捜査本部が設置されるとともに、第4師団では事件発生から4ヶ月にわたり総動員で捜索を行ったが、発見には至らなかった。本事故の調査過程で武器庫管理のずさんな実態が明らかとなり、2007年1月、本事案に関与した隊員30名が処分された。その後も捜索は続けられ、2008年6月に宮崎県高鍋町の小丸川河口から小銃の部品の一部が発見された。
2008年8月、高鍋町在住の元自衛官が2007年12月に町内のパチンコ店へ侵入を図ったとして、建造物侵入未遂・器物損壊の容疑で逮捕される。元自衛官は武器が紛失した部隊に所属していた元隊員（元2等陸曹・2006年3月退職）で、捜査過程で本事件への関与を大筋で認めたため、同年9月、大分・宮崎県警合同捜査本部及び陸上自衛隊警務隊は、元隊員を銃刀法違反などの容疑で再逮捕。持ち出された武器類は分解投棄された小銃を除きすべて回収された。
2008年12月11日、宮崎地裁の初公判で被告に対し懲役3年6月の実刑判決が下された。また、12月26日には管理体制の不備を理由に事件当日の当直2隊員に減給処分が下された。